# Pavullo nel Frignano
Pavullo nel Frignano (Pavoll o paiöll in dialetto frignanese) è un comune italiano di 18 382 abitanti della provincia di Modena in Emilia-Romagna. È il principale centro della regione storica del Frignano, nonché sede dell'Unione dei comuni del Frignano. Insignita del titolo di città dal 1994.

## Geografia fisica
Il territorio è molto grande, e supera perfino alcuni capoluoghi di provincia in Italia. Posta nel centro di un altopiano circondato da crinali di diversa altezza su cui dominano le alture di Montecuccolo e Gaiato, è situata sulle colline che fanno da spartiacque tra le valli dei fiumi Panaro e Secchia, a sud del capoluogo.

### Geografia fisica
Situata nel centro esatto del Frignano spicca quote da 372 metri (corso d'acqua del Rio Torto), fino a 926 metri (vetta della Torre di Gaiato), per un'escursione altimetrica di 854 metri.
La maggior parte del territorio comunale è collinare, circa per 69%, e il restante 31% è montuoso; sulla classifica la frazione a più bassa quota è Coscogno (500 m.s.l.m) e quello a più ad alta quota è Gaiato.
Si registra che il 39% del territorio comunale è urbano, il 32% rurale, il 17% area verde e il 12% industriale.

### Geografia politica
È localizzata nell'Italia settentrionale, nel centro sud dell'Emilia-Romagna, distante 86 km a Sud-Ovest da Bologna e 52 km a Sud di Modena. viene a una distanza di 45 km a Nord dal confine Toscano con l'Abetone e,con nove confini comunali, è il terzo comune provinciale per i comuni più confinanti. La distanza dalla capitale Roma è di 450 km (300 in linea d'aria). Il territorio omonimo è l'Unione dei Comuni del Frignano, che ne fa il capoluogo.

### Clima
Il clima varia in base alle stagioni: d'inverno si raggiungono picchi anche di 10 gradi sotto zero, d'estate invece si possono raggiungere anche 30 gradi, mentre l'autunno e la primavera sono caratterizzate da piogge. La maggior parte dell'anno il tempo può essere anche variabile.

## Storia
Il nome Pavullo deriva da paule o "palude", la palude nei pressi della quale sorgeva e che rimane in piccola parte ancora visibile al limitare dell'abitato verso sud. Inizialmente interessata da insediamenti di Liguri Friniates e Celti, la zona è stata in seguito conquistata dai Romani che realizzarono in questi luoghi un vero e proprio accampamento militare, mantenendo l'organizzazione del territorio preesistente. È quindi plausibile che proprio da tale struttura difensiva romana derivi la struttura difensiva alto medievale conosciuta con il nome di Castrum Feronianum. Il Castrum Feronianum aveva il suo fulcro a Poggiocastro, il colle fortificato più alto, e comprendeva tutto l'attuale Frignano. Infatti l'accampamento militare sorgeva sulla Via Claudia Augusta che da Pisa conduce al Danubio. Altra strada nei dintorni era la Via Bibulca, prima strada a pagamento
Nei secoli XII, XIII e XIV l'organizzazione delle pievi, dove l'organizzazione civile del territorio coincideva con quella religiosa, sostituì l'organizzazione di stampo militare. Il centro amministrativo dell'intero territorio del Basso e Medio Frignano fu per molti secoli, almeno fino al XV, il Castello di Montecuccolo proprietà della nobilissima famiglia dei Montecuccoli feudatari di gran parte dell'area appenninica. La Costruzione di tale edificio risale probabilmente al XII secolo.
Elemento di grande importanza nello sviluppo del territorio sono state anche le numerose vie che collegavano l'Emilia alla Toscana. Tra queste, di particolare importanza furono la Via Vandelli e dalla via Giardini, che diedero impulso allo sviluppo economico e urbanistico di Pavullo nel XVIII secolo. Come conseguenza di ciò, nel 1832 il duca Francesco IV designò Pavullo quale capoluogo del Frignano assegnandogli come stemma l'antica aquila del Frignano, e promosse la costruzione di un palazzo da destinare a propria residenza all'interno del parco che si trova a nord dell'abitato, che venne progettato come complemento del Palazzo Ducale e sistemato "all'inglese". Tra le varie specie botaniche autoctone ed esotiche presenti in tale parco, spicca un cedro del libano di dimensioni imponenti, soprannominato il Pinone che, insieme al Castello di Montecuccolo, è il simbolo della cittadina. Il Palazzo è un edificio neoclassico a tre piani con scalone a doppia rampa all'interno del quale hanno sede la Biblioteca Comunale "Giovanni Santini" con la fonoteca, la Galleria d'Arte Contemporanea, la Galleria dei Sotterranei, il coro "Raimondo Montecuccoli", gli Assessorati alla Cultura, Turismo e Sport ed il Tribunale.
Dopo l'unità d'Italia, nello stesso territorio del Comune Federale Frignanese medioevale e della Provincia Estense del Frignano (1832 - 1859), verranno creati il Circondario e la Sottoprefettura di Pavullo (1859 - 1926).

### XX secolo
Durante la seconda guerra mondiale Pavullo fu bombardata dagli inglesi e dagli americani che distrussero l'ospedale, uccidendo numerose suore che vi lavoravano e i pazienti (in seguito gli americani si difesero dalle accuse rispondendo che credevano fosse un presidio militare tedesco), la chiesa di San Bartolomeo e la torre del municipio; tutti questi edifici furono distrutti e poi ricostruiti a fine guerra. La cittadina e le zone circostanti si trovavano sulla Linea Gotica e rimasero fino al 22 aprile 1945 oggetto di numerosi scontri che vedevano i soldati tedeschi con a capo Albert Kesselring contro le formazioni partigiane capitanate da Mario Ricci e gli alleati.

### Onorificenze
Pavullo nel Frignano è tra le città decorate al valor militare per la guerra di liberazione, insignito della croce di guerra al valor militare per i sacrifici delle sue popolazioni e per l'attività nella lotta partigiana durante la seconda guerra mondiale:
Pavullo

## Monumenti e luoghi d'interesse

### Architetture religiose

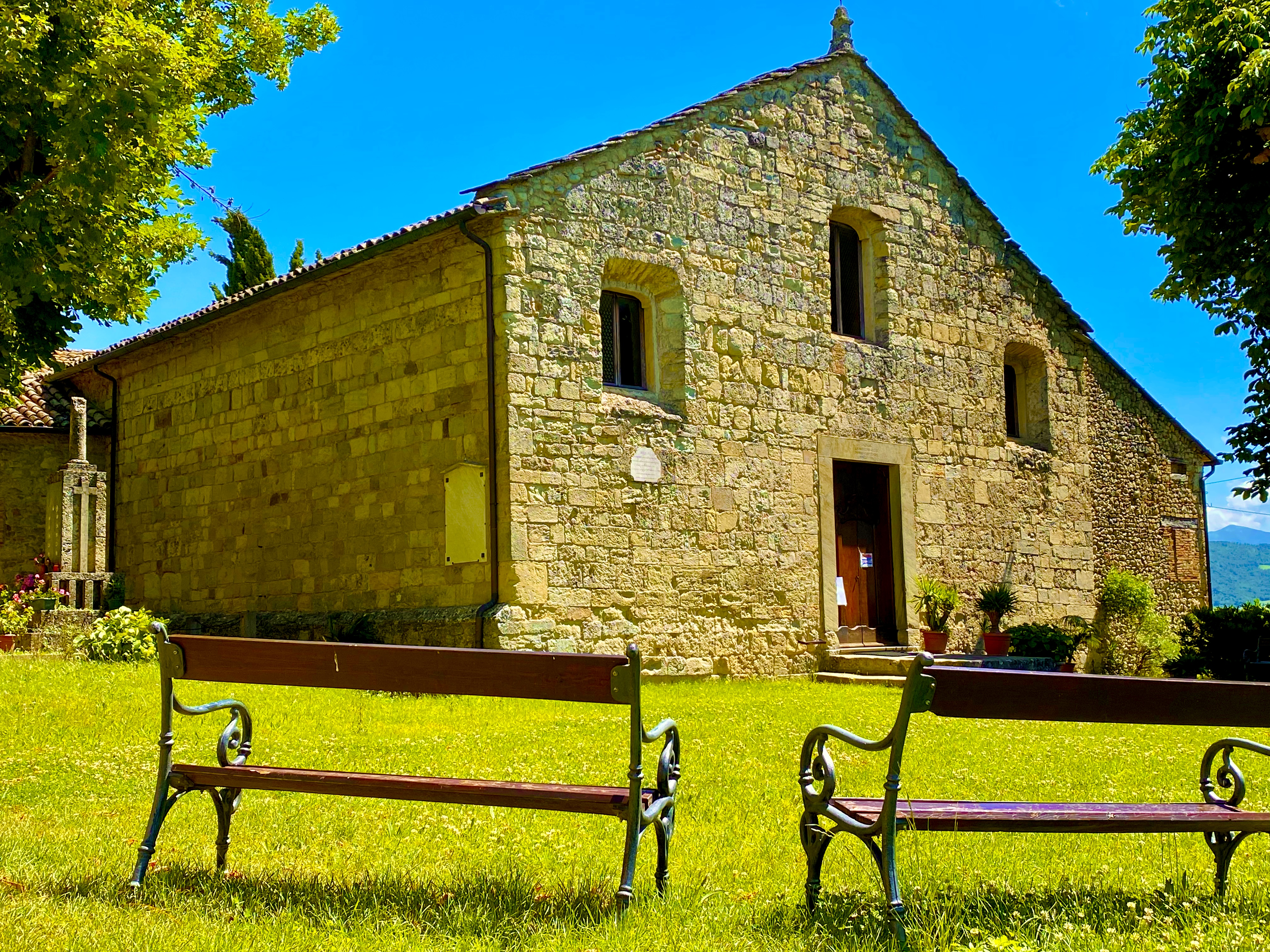
Plebana di San Giovanni Battista di Renno.

- Plebana di San Giovanni Battista di Renno, risale all'VIII – IX secolo.
- Pieve di Coscogno, nell'omonima frazione, la pieve del XVII secolo, creata dal rimaneggiamento della precedente pieve risalente al VI - VIII secolo di cui però rimane ancora visibile il portale.
- Chiesa dei Santi Pietro e Paolo Apostoli a Olina, che è stata inserita dal Ministero per i Beni e le Attività Culturali, mediante le Soprintendenze di Modena e Bologna, nella IV settimana della cultura quale eccellente esempio di “Seicento appenninico”, e ne ha curato un testo.
- Chiesa di San Vincenzo, a Monteobizzo rimane della pieve del XII sec l'abside romanico, le finestrelle modanate e la cornice ad archetti pensili con mostri e leoni scolpiti.

### Architetture militari
- Castello di Montecuccolo. Arroccato su una delle colline che circondano la cittadina, in frazione Montecuccolo, sovrasta il piccolo borgo medioevale omonimo, dove spicca la bella chiesa di San Lorenzo, costruita nel 1577.
- Torre di Gaiato e torre di Lavacchio, poste sulle colline a coronamento difensivo dell'abitato di Pavullo, circondate da case contraddistinte dai cosiddetti murales, dipinti contemporanei che ne ricoprono la facciata e danno al borgo un aspetto molto pittoresco.

### Architetture civili
- Palazzo Ducale, in Via Giardini, 3. Di particolare importanza storico-artistica il Ponte di Olina costruito nel 1522, che attraversa il torrente Scoltenna nei pressi dell'omonima frazione.
- Aeroporto Paolucci. Il 4 maggio 1928 viene emesso il decreto ministeriale per la costituzione di un campo di fortuna a Pavullo. Sede della attività didattica preareonautica, dalla scuola di Pavullo uscirono migliaia di allievi piloti. Grazie alla passione e al lavoro di Luigi Teichfuss che ha costruito 25 modelli, dall'aerocicloplano, tentativo del 1907, al "biposto scuola" del 1943. Prima a Bologna poi nelle sue officine di alianti a Pavullo.

L'aeroporto di Pavullo (ICAO: LIDP) ha una pista asfaltata di 1190 m, è sede dell’elisoccorso. È l’aeroporto più alto d’Italia dopo Asiago.

### Aree protette

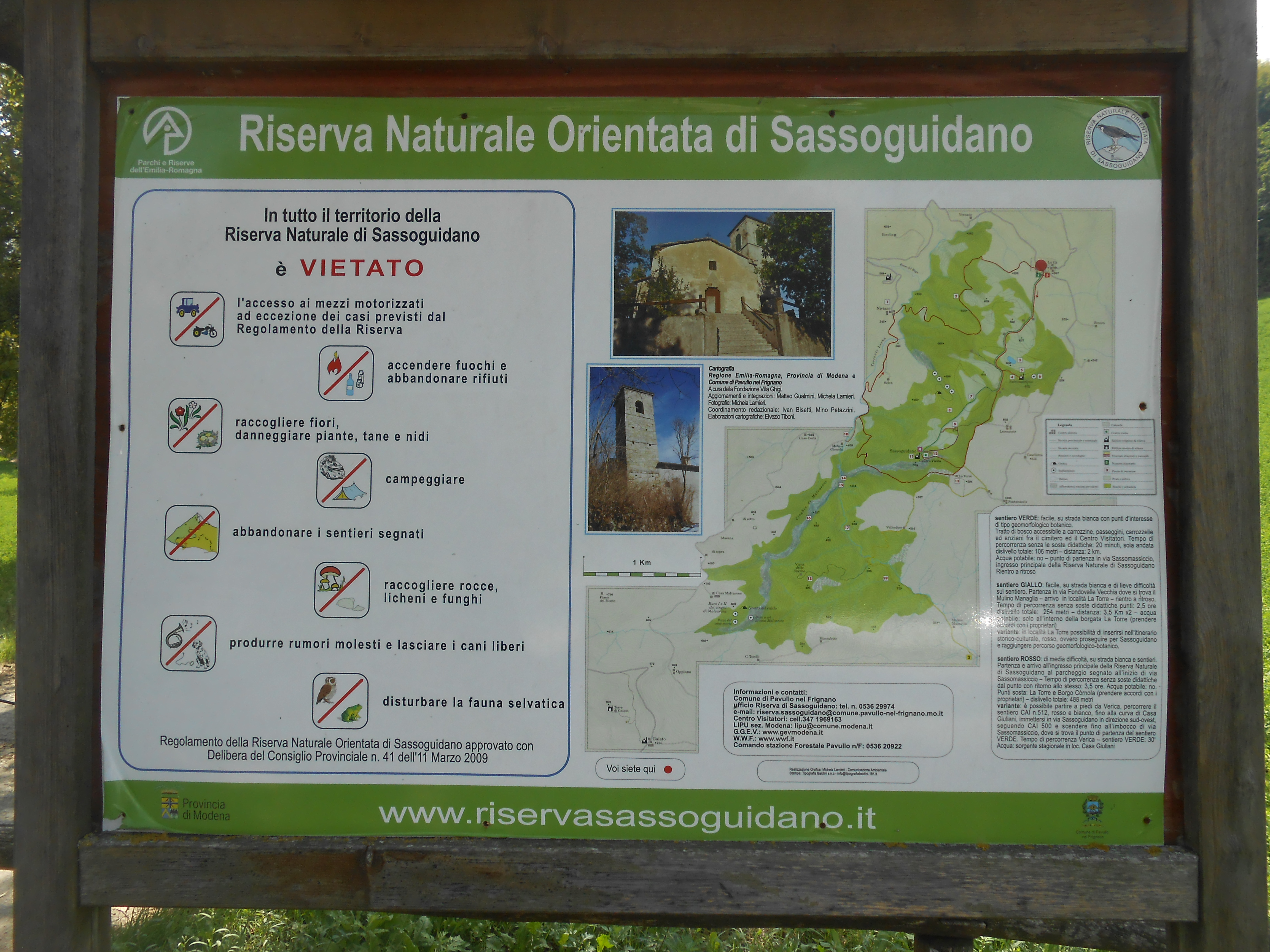
Riserva Naturale orientata di Sassoguidano

La Riserva Naturale orientata di Sassoguidano è la principale zona protetta dove è anche possibile fare stretching, istituita verso la fine degli anni '80 è l'area protetta di tutta la provincia di Modena. 

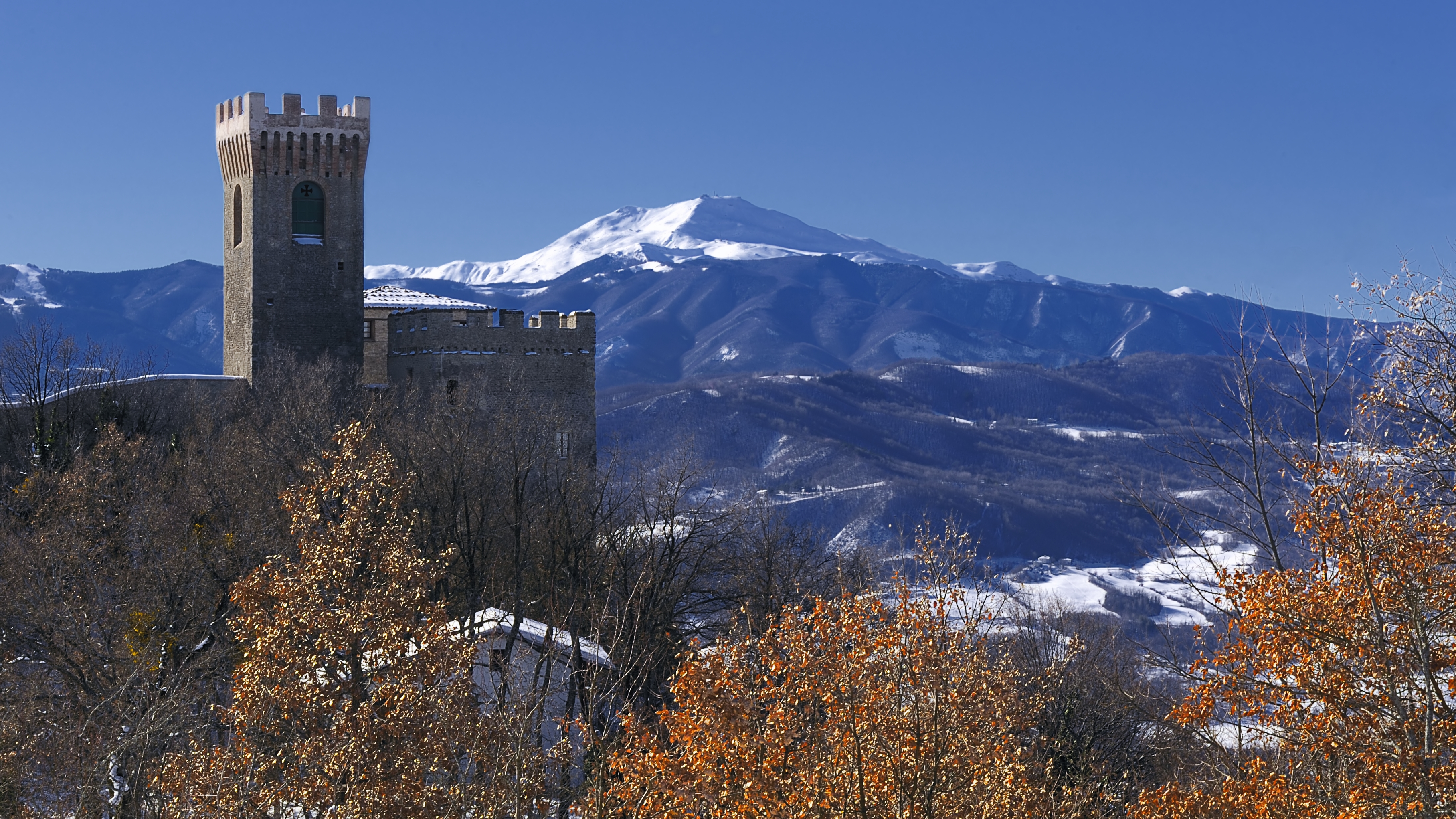
Il Castello
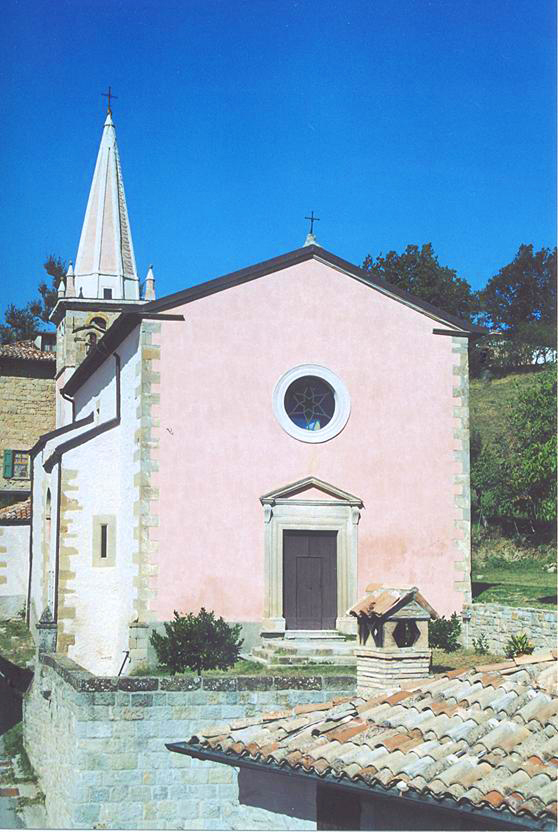
La Chiesa di Olina
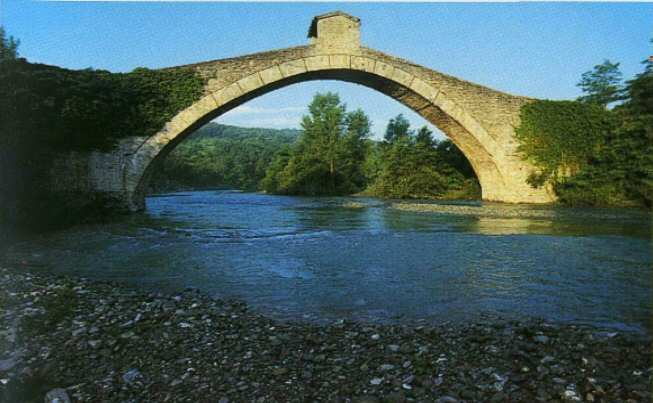
Il Ponte di Olina
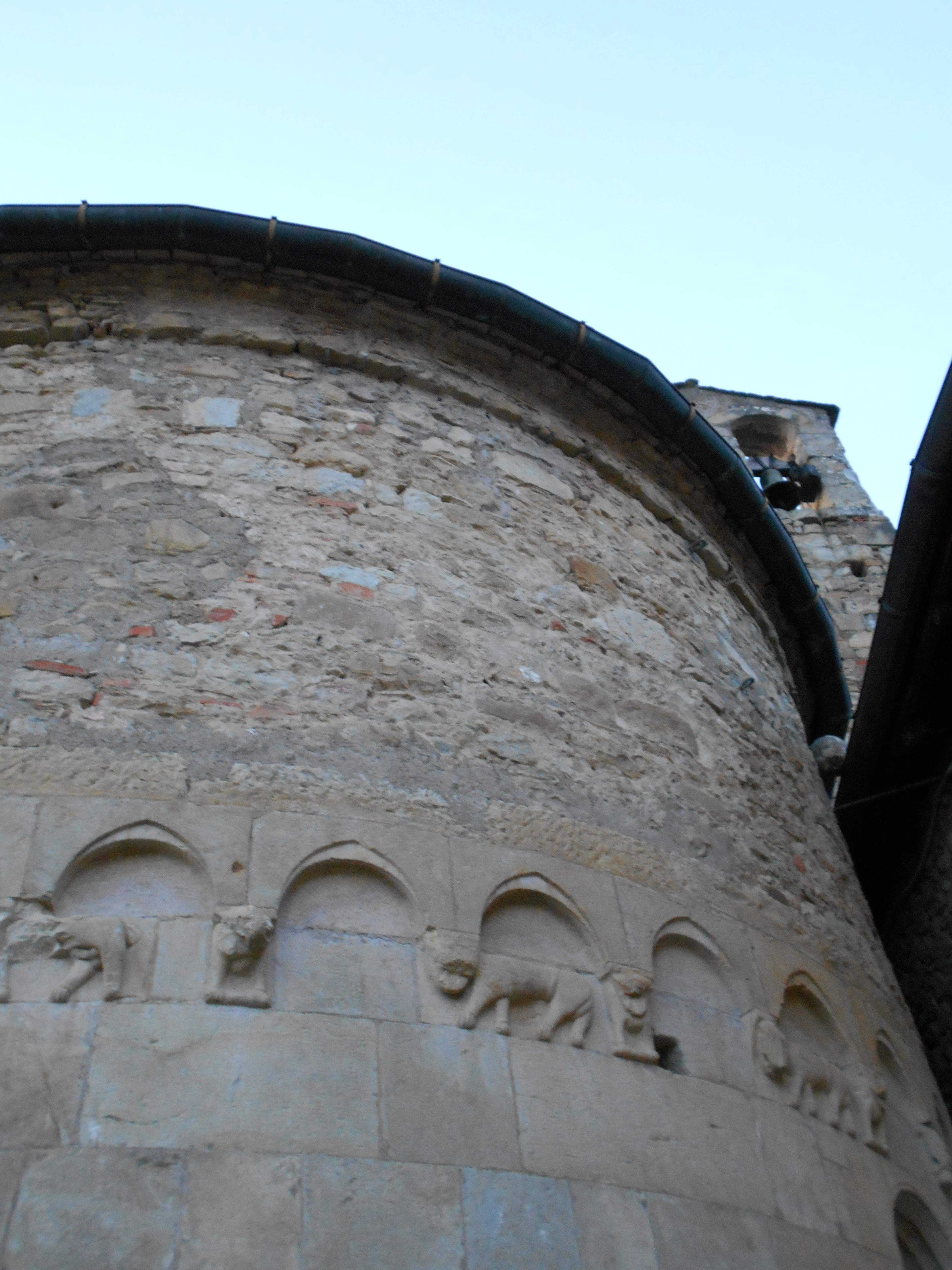
Abside romanica XII sec, chiesa di Monteobizzo

## Società

### Evoluzione demografica
Abitanti censiti

### Istituzioni e servizi d'emergenza
Pavullo è sede di un Ospedale distrettuale, di una base dell'elisoccorso del Soccorso alpino Emilia-Romagna e anche di un distaccamento di vigili del fuoco permanenti.
Da febbraio 2011 è presente anche un Gruppo Pionieri C.R.I., i Giovani della Croce Rossa Italiana.
Dispone anche di un Comando Compagnia Carabinieri, di Vigili Urbani, Polizia Stradale ed un Nucleo carabinieri forestali (ex Corpo Forestale dello Stato).

## Cultura

### Cucina
È nota per un pane, più erto della classica piadina romagnola, detto "crescentina" di Pavullo. Le crescentine si cuociono con le tigelle che sono dischi di terra refrattaria del diametro di circa 12 cm per 2 cm di spessore. La pasta delle crescentine o crescente da cruda è di 10 cm per 1 cm circa. Si fanno scaldare fin quasi al rosso le tigelle nel camino, poi con l'aiuto del tiglarol che è uno strumento in legno che serve a tenere dritta la pila, si alternano una tigella, una crescenta, una tigella, ecc. fino a creare una pila di 30 cm circa. Si deve fare attenzione a non bruciare la pasta con le tigelle troppo calde. Per questo si striscia sulla tigella un po' di pasta, se lascia un segno bruciato è troppo calda se bianco troppo fredda, si può mitigare la temperatura inserendo una foglia di castagno tra tigella e pasta. Una volta raggiunta la cottura, quando la tigella ha trasmesso tutto il calore alla crescenta, si tolgono le crescente dal tiglarol e si mettono a "passare" sotto la cenere. Questo metodo di cottura, antico ma faticoso, è stato soppiantato a scapito però della qualità dalle cottole, piastre di ferro circa 30–35 cm da scaldare sul gas, o da altri strumenti elettrici o stampi in alluminio. Le crescente si mangiano tagliate a metà e condite con un battuto di lardo insaporito con aglio e rosmarino, sfarinate con parmigiano grattugiato; con cacciatora di pollo o coniglio, salumi, formaggi. Originaria del Frignano la crescentina è stata scoperta negli anni sessanta dai modenesi che venivano in villeggiatura sull'Appennino. Non conoscendo né la tigella né la crescentina ne hanno scambiato il nome, come quelli che chiamano la polenta "paiolo".
Un altro tipico piatto della cucina pavullese sono i "borlenghi", che si preparano stendendo una colla formata da acqua, farina e sale sopra ad una cottola (grosso piatto in acciaio con un manico e che si mette sopra ai fornelli) e schiacciandola con un'altra al di sopra della colla. Dopo pochi minuti la colla si sarà solidificata e il borlengo verrà condito con lardo (grasso di maiale) e parmigiano D.O.P. e servito a tavola, pronto al consumo.

### Musei
- Il castello di Montecuccolo ospita il Centro museale Montecuccolo (CeM), di cui fanno parte la Collezione Museo naturalistico del Frignano "Ferruccio Minghelli" e la raccolta d'arte Gino Covili "Il paese ritrovato" e la "Donazione" di Raffaele Biolchini.[8]
- Casa museo Covili[9]

## Economia
La vocazione agricola della zona dà una discreta produzione di ortaggi, frutta, uva da vino, cereali e foraggi e fa del paese il maggiore mercato agricolo dell'Appennino Modenese. Oltre l'allevamento e le tradizionali industrie alimentari, nei passati decenni hanno avuto un certo sviluppo anche le industrie della ceramica, della maglieria e del legno. È frequentato come località di villeggiatura estiva. Da visitare l'Orto botanico di flora appenninica e medicinale e la Riserva naturalistica di Sassoguidano, ove è possibile praticare birdwatching.

## Geografia antropica

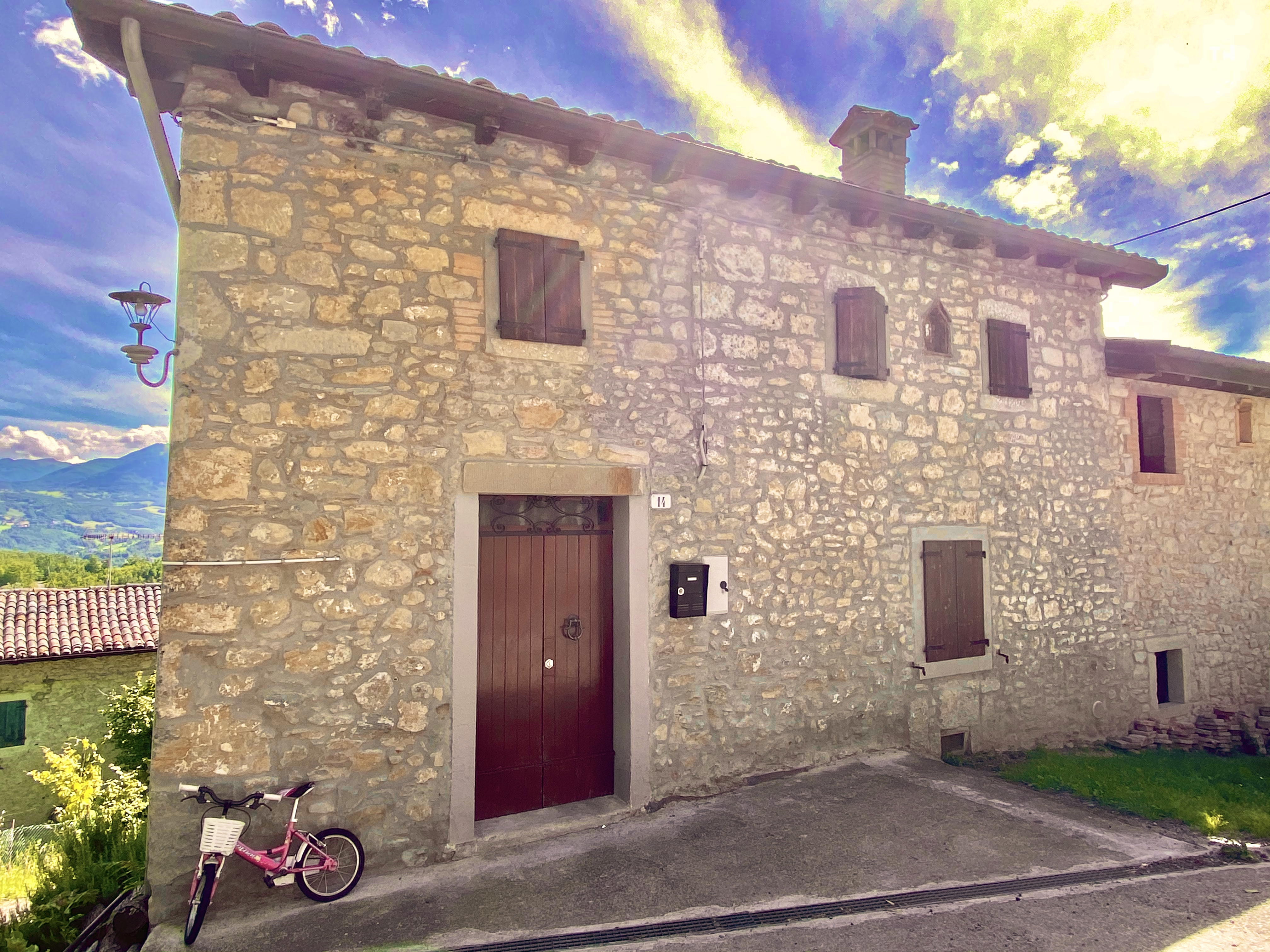
L’Amola, Renno, Pavullo nel Frignano.

### Frazioni

#### Benedello
La frazione di Benedello si trova a 6,5 km dal capoluogo, in direzione nord-est. È situata in zona prevalentemente rocciosa. Il nome deriva, molto probabilmente, dal termine medioevale "Benedictus", infatti anche Benedello faceva parte del Castrum Feronianum.
Il 5 novembre 1944, durante la seconda guerra mondiale, fu teatro di una violentissima battaglia fra circa 3.000 nazifascisti e 700-800 partigiani, fra cui Silvino Folloni "Primo" che, dopo otto ore di incessante combattimento, sacrificò la propria giovane vita in difesa della libertà d’Italia; per questo suo coraggioso gesto venne insignito della medaglia d'oro al valor militare alla memoria.

#### Camatta
La frazione di Camatta, Cà Màta in dialetto, si trova a 7,5 chilometri dal capoluogo ed è localizzata su un'assolata costa della valle trasversale del Rio San Michele a 695 m di altitudine.

#### Castagneto
La frazione di Castagneto si trova a 7 chilometri dal capoluogo, in direzione est. Il nome deriva dalla selva castanile che ancora la circonda.

#### Coscogno
La frazione di Coscogno si trova a 11 chilometri dal capoluogo, in direzione nord. Probabilmente di origine romana, la frazione ha un'importante pieve, quella di Sant'Apollinare, risalente all'anno 996.

#### Crocette
La frazione di Crocette si trova a 3,5 chilometri dal capoluogo, in direzione nord-est sulla strada che porta a Benedello

#### Frassineti
La frazione di Frassineti si trova a 8 chilometri dal capoluogo, in direzione ovest ed è attraversata dalla provinciale per Polinago

#### Gaiato
La frazione di Gaiato si trova a 8 chilometri dal capoluogo, in direzione sud, a 926 m di altitudine. L'antica torre di Gaiato, unica testimonianza rimasta di un importante castello, fu costruita sulla sommità di un monte dalla singolare forma conica e rappresenta il punto più alto del territorio di Pavullo.

#### Iddiano
La frazione di Iddiano si trova a 7,5 chilometri dal capoluogo, in direzione nord-est, a 600 m di altitudine. Importante la torre del XIII secolo, unica costruzione autentica dell'antico castello e la Chiesa di san Michele che ha anch'essa un'origine molto antica.

#### Miceno
La frazione di Miceno si trova a 3 chilometri dal capoluogo, in direzione est.

#### Montebonello
La frazione di Montebonello, borgo medioevale e Matildico, si trova a meno di 9 km dal capoluogo e in direzione nord-ovest. È un borgo di notevole interesse artistico e architettonico riportato negli affreschi della Galleria delle carte geografiche in Vaticano. La chiesa tardo romanica di Montebonello è una delle più preziose testimonianze di arte romanica minore.
All'interno della chiesa, risalente al XIII secolo e modificata nel corso di quelli seguenti, è stato scoperto e recuperato un ciclo di affreschi risalenti al XV secolo. Coperti di calce nel XVII secolo, se ne perse memoria fino alla fortuita riscoperta del 1979.
Da Montebonello, collocato a 752 m s.l.m., si ammirano le cime dell'Appennino che in lontananza lo circondano. Un borgo dal profilo caratteristico del medioevo con un campanile ottocentesco e un'antica torre trecentesca, residuo di un castello medioevale. Nella piazza insistono immobili recentemente ristrutturati e, sotto il portico in legno, si trovano ancora una colonna e due capitelli bizantini, testimonianza di un'antica presenza di edifici di pregio.
Nella borgata rurale posta sulla sella che separa a nord il paese dal bosco, di fronte al civico 74, è possibile ammirare un metato (essiccatoio per le castagne) datato 1839 e perfettamente conservato.

#### Montecuccolo
La frazione di Montecuccolo si trova a 4,0 km dal capoluogo, in direzione sud. Il borgo fu, tra i secoli XI e XII, sede del potere militare e amministrativo del Frignano, residenza della famiglia Montecuccoli.

#### Montorso
La frazione di Montorso si trova a 5 km dal capoluogo, in direzione sud-est; ridente paesino della montagna, si divide in Montorso di Sopra e Montorso di Sotto, dove sono situati la chiesa da poco ristrutturata, i campi di calcetto e beach volley.

#### Monzone
La frazione di Monzone si trova a 10 chilometri dal capoluogo, in direzione ovest. Il suo centro storico lascia ancora oggi trasparire le tracce di un'antica struttura fortificata, più volte rimaneggiata a causa dei drammatici eventi bellici subiti. Negli antichi documenti il castello di Monzone, ora scomparso, è annoverato fra le rocche più munite del Frignano.

#### Niviano
La frazione di Niviano, l'antica Gallina Morta, si trova a 6 km dal capoluogo, in direzione sud-est.

#### Olina
Olina è situata a 9,5 chilometri a sud-ovest del capoluogo, a 600 m di altitudine. Il nome del paese, Olina, deriva dal toponimo "Aulina", da "aula", ovvero luogo libero, aperto, arioso. Le caratteristiche specifiche e le qualità più note del suo territorio sono, infatti, il clima mite e la fertilità e nelle vicinanze si trovano molti vigneti.

#### Querciagrossa
La frazione di Querciagrossa è situata nelle seguenti coordinate - latitudine: 44° 18' 46" 44 - longitudine: 10° 49' 53" 4 -.
Dal comune di Pavullo nel Frignano cui essa appartiene dista 2,22 chilometri in direzione sud, sorge a 711 metri sul livello del mare e vi risiedono 284 abitanti.

#### Piantacroce
La frazione di Piantacroce appartiene al comune di Pavullo nel Frignano, in provincia di Modena, nella regione Emilia-Romagna.
La frazione di Piantacroce dista 3,67 chilometri dal medesimo comune di Pavullo nel Frignano cui essa appartiene.
Nella frazione di Piantacroce risiedono 145 abitanti e sorge a 757 metri sul livello del mare.

#### Renno
La frazione di Renno si trova a 6 chilometri dal capoluogo, in direzione sud. Importante la Chiesa Plebana di san Giovanni Battista di Renno, che è l'attuale chiesa parrocchiale il cui restauro, nel corso del XVIII secolo ha inciso sull'aspetto esterno. Il suo portale infatti è stato sostituito e sono stati aperti finestroni nella facciata e nell'abside. È una delle più artistiche pievi della montagna modenese.

#### Sant'Antonio
Si trova a 5 chilometri dal capoluogo in direzione nord sulla Via Giardini in posizione molto interessante e panoramica a 710 m di altitudine; è una zona industriale e residenziale, in cui è presente anche una scuola elementare e materna. Si trova anche la palestra della Polisportiva Pavullese, squadra di pallacanestro di Pavullo. Sempre vicino alla palestra c'è un campo da calcio, un campo da basket e un piccolo campetto di bocce. Vi sono anche 2 parchi, uno situato nella zona residenziale del paese e l'altro appena più distante dal centro abitato. È la frazione più popolata di Pavullo, infatti vi risiedono quasi più di 1'000 abitanti.

#### Sassoguidano
La frazione di Sassoguidano si trova a 7,5 chilometri dal capoluogo, in direzione est, a 750 m di altitudine ed è sede dell'importante riserva naturale omonima.

#### Verica
La frazione di Verica si trova a 9,5 chilometri dal capoluogo, in direzione est, a 580 m sul livello del mare. Deve il suo nome al termine latino "Apriga" che significa esposta al sole, tant'è che questa frazione può essere chiamata anche "Terrazza sul Panaro". La felice posizione geografica che consentiva i collegamenti con la Valle del Panaro, i suoi terreni fertili e la presenza di una viabilità di crinale e mezza costa collegata ai passi per la Toscana, furono tutti fattori che favorirono nell'antichità l'insediamento di una vera e propria popolazione. Il castello di Verica in mano per lunghi anni alla famiglia "Da Verica" doveva trovarsi probabilmente nella località ancor oggi chiamata "castello". Da visitare la pieve di S. Geminiano, l'attuale chiesa parrocchiale romanica risalente al secolo XI, recentemente ristrutturata. Le località più caratteristiche sono quelle di Monterastello, Monticello, Marzo, Corogno e Brocco.
Semese
Località in frazione di Verica a quota 803 m, occupa l'estremità di un altipiano che domina la valle del Panaro. È un insediamento castellano (sec. XVI) costituito da torre, dimora feudale, mura di cinta merlato e corpo di guardia, alla quale si accede per la strada di Verica dalla località "Ca' del Fabbro". Sorge in questa frazione ai piedi del cosiddetto "monte di S. Giacinto", l'oratorio di S. Rocco

## Infrastrutture e trasporti
Il comune è interessato dalla strada statale 12 dell'Abetone e del Brennero.
I trasporti urbani e interurbani, vengono svolti con autoservizi di linea gestiti da SETA.
Aeroporto Paolucci
Durante gli anni Venti fu avviato un progetto di prolungamento della tranvia Modena-Maranello in sede propria con caratteristiche ferroviarie, con contestuale prolungamento verso Pavullo nel Frignano; avviati effettivamente i lavori, questi furono interrotti alla fine degli anni Trenta dopo la costruzione di 37 km di sede ferroviaria, 3 stazioni, 5 fermate, 22 caselli e 5 gallerie. Il tracciato seguiva grosso modo la ex strada statale dell'Abetone (poi Provinciale Giardini) con tratte in sede propria, e sarebbe dovuto proseguire verso la Toscana attraversando gli Appennini presso l'Abetone.

## Amministrazione

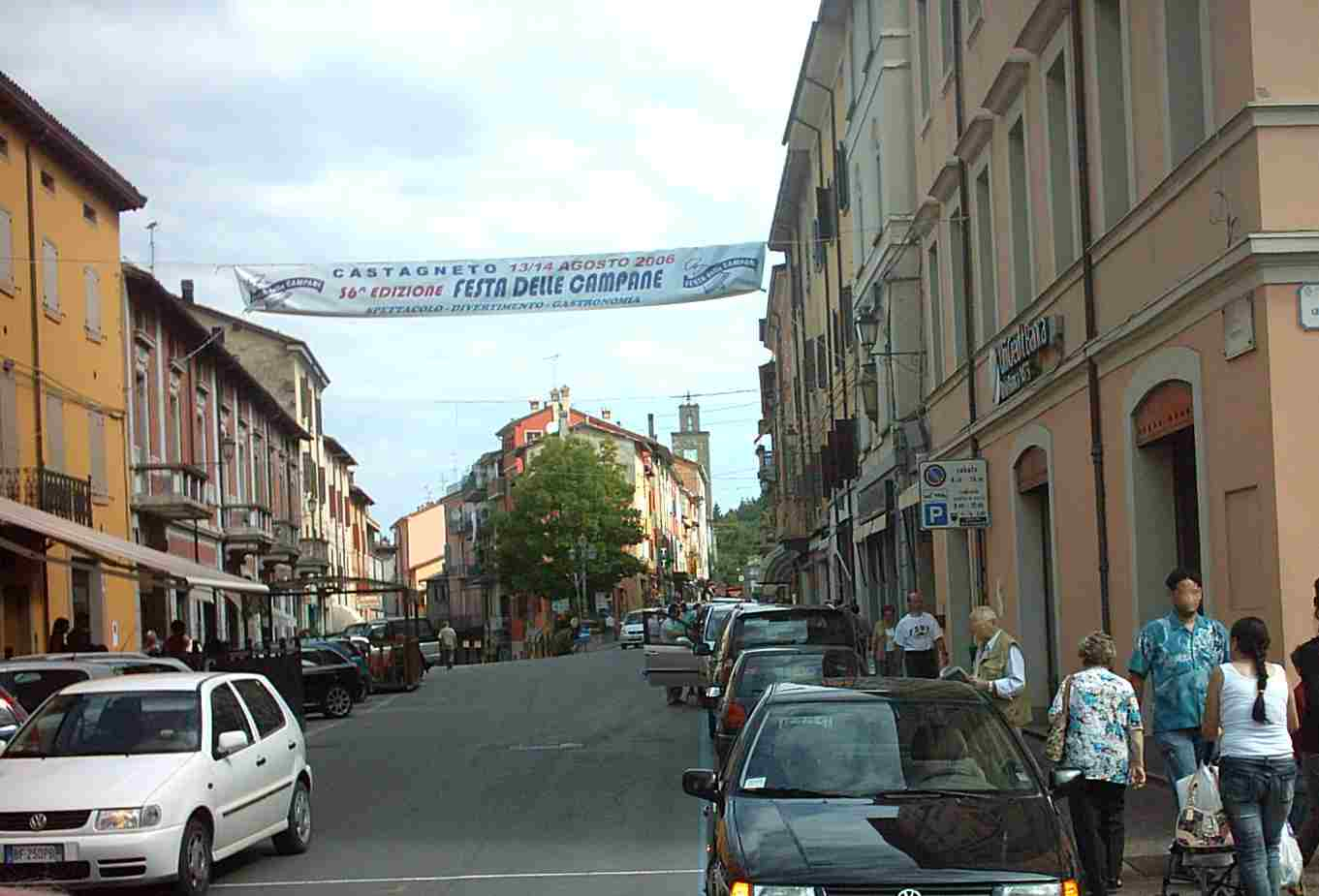
Via Giardini

La cittadina fa parte della Unione dei comuni del Frignano, che qui ha la sua sede.
| Periodo         | Periodo         | Primo cittadino   | Partito                              | Carica  | Note   |
| --------------- | --------------- | ----------------- | ------------------------------------ | ------- | ------ |
| 29 maggio 1988  | 5 giugno 1993   | Giuseppe Romani   | Partito Socialista Italiano          | Sindaco | [ 13 ] |
| 6 giugno 1993   | 12 maggio 2001  | Ivano Miglioli    | Partito Democratico della Sinistra   | Sindaco | [ 13 ] |
| 13 maggio 2001  | 27 maggio 2006  | Vito Tedeschini   | lista civica Democratici per Pavullo | Sindaco | [ 13 ] |
| 28 maggio 2006  | 20 giugno 2016  | Romano Canovi     | Partito Democratico                  | Sindaco | [ 13 ] |
| 20 giugno 2016  | 17 ottobre 2021 | Luciano Biolchini | Lega Nord                            | Sindaco | [ 13 ] |
| 18 ottobre 2021 | in carica       | Davide Venturelli | lista civica Insieme per Pavullo     | Sindaco | [ 13 ] |

## Sport
Volo a vela
Nel 2019 l'aeroporto di Pavullo nel Frignano ha ospitato il Campionato Mondiale di volo a vela.
Calcio
Vi sono due formazioni calcistiche: il Pavullo F.C.F. che milita in Prima Categoria Emilia-Romagna e la A.S.D. Fonda Pavullese Calcio che milita in Terza Categoria Emilia-Romagna
Pallavolo
La squadra di pallavolo MIRAGE Volley ha raggiunto il suo culmine con il campionato di Serie B1 italiana di pallavolo femminile nella stagione 2001-02.
Atletica leggera
Avevano sede nel comune l'associazione Club Olimpia Pavullo e Unione Sportiva Pavullese (nata nel 1919), fusesi poi insieme nella nascente Unione Sportiva Pavullese Olimpia. Nel 1977 è stata fondata l’Associazione Sportiva Atletica Frignano, in seguito divenuta Atletica Frignano – Polisportiva Pavullese.

## Impianti sportivi
Stadio comunale, con pista in tartan, inaugurato nel 1973, poi intitolato nel 1976 al prof. Giuseppe Minelli.